# Glenea clytoides
Glenea clytoides là một loài bọ cánh cứng trong họ Cerambycidae.